# Krakača
Krakača falu Bosznia-Hercegovinában, a Bosznia-hercegovinai Föderáció Una-Szanai kantonjában.

## Fekvése
Bosznia-Hercegovina északnyugati részén, Bihácstól légvonalban 25, közúton 37 km-re északra, Cazin központjától légvonalban 9, közúton 14 km-re észak-északnyugatra levő erdős, dombos vidéken, a Cazin-Velika Kladuša főút mellett fekszik. 

## Népessége
| Nemzetiségi csoport | Népesség 1991 | Népesség 2013 |
| ------------------- | ------------- | ------------- |
| Szerb               | 0             | 0             |
| Bosnyák             | 1111          | 851           |
| Horvát              | 2             | 3             |
| Jugoszláv           | 1             | 0             |
| Egyéb               | 2             | 59            |
| Összesen            | 1116          | 911           |

## Története
A falu már a középkorban is lakott volt, temploma a Kucalji nevű magaslaton állt.
A krakačai muszlim gyűlekezet 220 háztartásból áll, és a következő falvak tartoznak hozzá: Arapovići, Čauševići, Ćatići, Družanovići, Kahrići, Muhići, Salkići, Žunići, Ilmići, Mahmutovići, Kolakovići és Skokovi nagy része. A gyülekezetnek van egy 1965-ben épült mecsete. Nincs pontos információ arról, hogy mikor épült az első mecset. Az idősebb gyülekezeti tagok szerint ez valamikor a tizenkilencedik század közepén történhetett. A Bosznia-Hercegovina elleni szerb agresszió során a mecsetet lerombolták. A gyülekezet 1996-tól 1999-ig fokozatosan építette újjá. A gyülekezet idősebb tagjai szerint a korábbi imámok, khatibok és muallimok ebben a gyülekezetben a következők voltak: Alija Salkić, Bećir Mujakić, Faruk Džakulic, Senad Zenković és Sulejman Čaušević efendi és a gyülekezet jelenlegi imámja Muhammad Kapić efendi.

## Nevezetességei
- A falu mecsete 1965-ben épült, 1996 és 1999 között megújították.

- A középkori templom maradványai egy 10x8 méteres területet fednek le. Ezek alapján a templom keleti tájolású volt.[5]